# Baranówka-Leśniczówka
Baranówka-Leśniczówka (do 2011 Baranówka) – osada leśna w województwie warmińsko-mazurskim, w powiecie braniewskim, w gminie Frombork.
W latach 1975–1998 miejscowość należała administracyjnie do województwa elbląskiego.
1 stycznia 2011 r. zmieniono urzędowo nazwę miejscowości z Baranówka na Baranówka-Leśniczówka.